# Tank (Einheit)
Tank (vgl. hindostanisch tānkh „Wasserbehälter“) war eine Gewichtseinheit für Edelsteine, Gold, Silber (in Surat) und ein Perlengewicht in der britischen Präsidentschaft Bombay und Madras. Als Perlengewicht wurde es nicht zur Preisbildung genutzt. Hier nahm man das Maß Chouw/Chow als Richtmaß und 330 Chouws/Chows wurden mit Nominal-Tank bezeichnet. Kleine Unterschiede in den beiden Präsidentschaften waren die verschiedenen Maße. Der Ansatz für die Preise der Perlen errechnete sich aus dem Quadrat der Anzahl Tanks mal 330. Die Summe wurde dann durch die Perlenanzahl geteilt und ergab die Zahl der Chouws.

## Edelstein-Gold-Silber
- 1 Tank = 30,32575 Gramm[2]
- 1 Tank = 24 Röttihs/Ruttees = 480 Wassas/Vassas

## Perlengewicht
- 1 Tank = 4,6655 Gramm[3]
- 1 Tank = 24 Röttihs/Ruttees = 330 Tuckas
- 1 Ruttee = 13 ¼ Tuckas = 4 Quarter = 16 Auners

Der Chouw teilte sich in
- 1 Chouw/Chow/Tschoh[4] = 4 Quarter = 100 Docras = 1600 Buddams

Die Maßkette war nur ein Rechnungsgewicht zur Preisbestimmung. Buddem, auch Buddam, war ein Perlengewicht in den britischen Präsidentschaften Bombay und Madras und in der Maßkette das kleinere Maß.

## Vergleiche
- 1 Tank (Bombay) = 12 Mangelins (Madras)
- 1 Chouw (Bombay) = 3 1/18 Chouws (Madras)
- 55 Chouws (Bombay) = 18 Chouws (Madras)

## Beispiel
Ansatz für die Preisbildung
- Beispiel für 55 Perlen Bombay
  - 55 Perlen wiegen 6 Tanks; 6 mal 6 mal 330 = 11.880; 11.880 geteilt durch 55 = 216 Chouws
- Beispiel für 27 Perlen Madras
  - 27 Perlen wiegen 20 Mangelins; 20 mal 20 mal ¾ = 300; 300 geteilt durch 27 = 11,11 Chouws